# Eberhard Ramm
Eberhard Ramm (* 14. April 1861 in Nippenburg; † 10. Juli 1935 in Berlin) war ein Agrarwissenschaftler und von 1919 bis 1927 Staatssekretär im preußischen Ministerium für Landwirtschaft, Domänen und Forsten.

## Leben
Eberhard Ramm studierte an der Eberhard-Karls-Universität Tübingen. 1882 wurde er Mitglied des Corps Rhenania Tübingen. 1885 schloss er seine Promotion als Doktor der Staats- und Wirtschaftswissenschaften (Dr. rer. pol.) ab. Von 1884 bis 1889 war er als Gutsverwalter in Westpreußen und Württemberg tätig, anschließend von 1890 bis 1900 als Professor an der Landwirtschaftlichen Akademie Poppelsdorf (heute Teil der Rheinischen Friedrich-Wilhelms-Universität Bonn). In dieser Zeit wurde er Ehren-AH des späteren Corps Agraria Bonn. Im Jahre 1901 wechselte er in das preußische  Landwirtschaftsministerium. Daneben war er von 1901 bis 1919 nebenamtlicher Administrator und Gutsvorsteher der Domäne Dahlem in Berlin. Im Jahre 1905 wurde er zum Geheimen Regierungsrat, im Jahre 1908 schließlich zum Geheimen Oberregierungsrat berufen. Von 1919 bis 1927 war er zunächst Unter-, später dann Staatssekretär im preußischen Landwirtschaftsministerium. Eberhard Ramm starb 1935 im Alter von 74 Jahren in Berlin und wurde auf dem Friedhof Dahlem beigesetzt. Das Grab ist nicht erhalten. Die 1894 geschlossene Ehe mit Mathilde Dieckerhoff war kinderlos geblieben.

## Leistungen
Eberhard Ramm war die treibende Kraft hinter den Plänen, in der preußischen Provinz Ostfriesland die letzten verbliebenen Reste des Hochmoores industriell abzutorfen. Im Gegensatz zu den Fehngebieten, die fast ausnahmslos mit Hacke und Spaten und durch menschliche Muskelkraft entstanden, kamen dabei schwere Maschinen zum Einsatz. Dazu gehörten von Anbeginn neue technische Errungenschaften wie Lokomobilen, die auch auf dem moorigen Untergrund genügend Standfestigkeit hatten, und Eimerkettenbagger sowie weitere Bagger. Ramm überzeugte den Industriellen Carl Friedrich von Siemens von dem Projekt, das Gebiet abzutorfen und ein Torfkraftwerk zu errichten. Als Standort wurde nach Probebohrungen ein Standort im heutigen Stadtkern von Wiesmoor, an dem damals noch unzureichend ausgebauten Sandweg von Strackholt nach Wiesede ausgewählt. Aus wirtschaftlichen Gründen kam der reine Torfabbau und die Verfeuerung anderenorts nicht in Frage.

## Ehrungen
Als in den 1930er-Jahren im heutigen Stadtgebiet ein neues Fehn angelegt wurde, benannte man dieses zu Ehren des Agrarwissenschaftlers Rammsfehn.
- Dr. agr. E. h. der Landwirtschaftlichen Hochschule Berlin[5]
- Dr.-Ing. E. h. der TH Charlottenburg[5]

## Schriften
- Aus Luft durch Kohle zum Stickstoffdünger; vom Stickstoffdünger zu Brot und reichlicher Nahrung, Oldenburg i. O. : Stalling, 1920
- Deutsche Hochzuchten, Berlin : P. Parey